# Chelmsford Garden
Chelmsford Garden är en civil parish i distriktet Chelmsford, i grevskapet Essex, i England. Civil parishen inrättades den 1 april 2023.